# Peter Prahm
Peter Thal Philipsen Prahm (født 27. juli 1908 i Probolinggo, Hollandsk Ostindien, død 23. maj 2003 på Frederiksberg) var en dansk hockeyspiller, der deltog på det danske landshold ved OL 1928 i Amsterdam. Peter Prahm spillede for Orient.
Ved OL i 1928 blev Danmark delt nummer fem blandt de ni deltagende hold efter nederlag i indledende runde til Indien og Belgien samt sejre over Schweiz og Østrig, hvilket ikke var nok til at gå videre til finalerunden. Prahm spillede alle fire kampe uden at score.
Peter Prahm var storebror til Louis Prahm, der ligeledes spillede hockey og deltog for Danmark ved OL 1936. De to brødre stammede fra en dansk-hollandsk familie i Hollandsk Ostindien, men kom som unge til Danmark.